# Санджари, Киануш
Киануш Санджари (перс. کیانوش سنجری‎; 11 сентября 1982, Тегеран, Иран — 13 ноября 2024, там же) — иранский журналист и активист. Неоднократно был в тюремном заключении в одиночной камере в Иране.
Санджари ранее работал в Voice of America Persian News Network в Вашингтоне, округ Колумбия, с 2008 по 2013 год. Он также работал исследователем в Boroumand Foundation, Iran Human Rights Documentation Center и Iran Human Rights Organization в Норвегии. Был студентом-блогером.

## Биография
Санджари родился в Тегеране 11 сентября 1982 года. Он был арестован в Иране несколько раз силами безопасности в период с 1999 по 2007 год и отсидел два года в тюрьме Эвин, затем бежал из Ирана в Иракский Курдистан. Получил убежище от Amnesty International и отправился в Норвегию, а затем в Соединённые Штаты.
В 2016 году Санджари вернулся в Иран, чтобы ухаживать за своей пожилой матерью, после нескольких лет работы с иранскими СМИ за рубежом. Но всего через несколько дней после прибытия в Тегеран он был арестован агентами министерства разведки и доставлен в отделение 209 тюрьмы Эвин. Его допросили, и после судебного разбирательства, которое длилось всего несколько минут, отделение 26 Революционного суда приговорило его к 11 годам тюремного заключения. Ему также запретили покидать Иран в течение двух лет после отбытия наказания.
В начале 2019 года, отсидев три года своего срока, Санджари заболел, и тюремный врач постановил, что ему должен быть предоставлен отпуск по болезни. Вместо этого его перевели в психиатрическую больницу Аминабада. По словам Санджари: «Однажды они надели на меня наручники, посадили в машину и под охраной перевезли в Аминабад, также известную как психиатрическая больница Рази. Они отвезли меня прямо в палату, и двое солдат караулили меня. Ночью медсестра ввела мне что-то, что фактически заблокировало мою челюсть. После инъекции я потерял сознание, а утром, когда проснулся, увидел, что мои руки и ноги прикованы к кровати». Он описывает этот момент как «самый болезненный» в своей жизни. По распоряжению Специального медицинского комитета Санджари госпитализировали ещё несколько раз. Он сообщил, что во время одной из этих госпитализаций его девять раз подвергали воздействию электрошока.
Впоследствии он был в отпуске по болезни, но был обязан регулярно являться в тюрьму Эвин, отчитываясь перед офисом, ответственным за мониторинг лиц, осуждённых или обвиняемых в преступлениях против безопасности.
Amnesty International обратила внимание на случай Санджари в своей кампании за свободу выражения мнений irrepressible.info, поскольку обвинения Санджари не позволили ему комментировать и сообщать о столкновениях в своем блоге в стране, где государственные СМИ подвергаются жесткой цензуре.

### Белая пытка
После ареста и помещения в одиночную камеру в тюрьме Эвин он подвергся белой пытке, прокомментировав её так: 

Я чувствую, что одиночное заключение — которое ведет войну с душой и разумом человека — может быть самой бесчеловечной формой белой пытки для таких людей, как я, которых арестовывают исключительно за [защиту] прав граждан. Я только надеюсь, что наступит день, когда никого не будут помещать в одиночную камеру [в наказание] за мирное выражение своих идей.

### Смерть
Сообщается, что Санджари покончил жизнь самоубийством в Тегеране 13 ноября 2024 года в возрасте 42 лет, спрыгнув с высоты. Примерно за 20 часов до своей смерти он предупредил в социальной сети X, что, если политические заключённые Фатеме Сепехри, Насрин Шакарами, Тумадж Салехи и Аршам Резаи не будут освобождены из тюрьмы, он покончит жизнь самоубийством в знак протеста против диктатуры.